# Rue du Général-Giraud
La rue du Général-Giraud est une voie publique de la commune française de Rouen.

## Situation et accès
Elle est située rive droite, entre la rue Racine, au niveau de la rue du Vieux-Palais à la rue du Général-Leclerc, au niveau de la rue Jeanne-d'Arc.
Une voie en double-sens en site propre est réservée pour le TEOR.
Une station existe sur ce parcours :
- Théâtre des Arts (T1, T2 et T3)

Rues adjacentes
- Rue Saint-Éloi
- Rue de la Vicomté
- Rue des Charrettes

## Origine du nom
La rue a été nommée en hommage à Henri Giraud (1879-1949) qui a tenu un rôle important dans le processus qui mène à la libération de la France.

## Historique
Cette voie a été ouverte après la Seconde Guerre mondiale, dans le prolongement de la rue du Général-Leclerc.

## Bâtiments remarquables et lieux de mémoire
- portail sud de l'église Saint-Vincent
- grenier à sel
- école élémentaire Louis-Ézéchiel-Pouchet